# Bauhinia carronii
Bauhinia carronii är en ärtväxtart som beskrevs av Ferdinand von Mueller. Bauhinia carronii ingår i släktet Bauhinia och familjen ärtväxter. Inga underarter finns listade i Catalogue of Life.